# Иногамов, Наиль Алимович
Наиль Алимович Иногамов (род. 28 января 1951 года) — советский и российский физик, член-корреспондент РАН (2019).

## Биография
Родился 28 января 1951 года в семье научных работников.
Главный научный сотрудник Института теоретической физики имени Л. Д. Ландау РАН.
В 1977 году — защитил кандидатскую диссертацию, тема: «Гидродинамика и устойчивость процессов импульсного сжатия плазмы».
В 1990 году — защитил докторскую диссертацию, тема: «Динамика и устойчивость процессов при высоких плотностях энергии».
Работал на кафедре фотоники 2010-2023 МФТИ.
В 2019 году — избран член-корреспондентом РАН.

## Научная деятельность
Специалист в области теплофизики лазерного воздействия, физики высоких плотностей энергии и астрофизики - см. полный список публикаций .
Открыл слой растекания на поверхности слабозамагниченной нейтронной звезды (совместно с Р.А. Сюняевым). Рентгеновский спутник IXPE , запущенный в конце 2021 г., проводит  поляриметрические наблюдения рентгена, излученного из слоя растекания и аккреционного диска.
Создал теорию профиля рентгеновских линий, связанного с турбулентными течениями в горячей межгалактической плазме скоплений галактик (совместно с Р.А.Сюняевым). Теория необходима для интерпретации данных современных спутниковых спектрометрических наблюдений XRISM линий с высоким разрешением порядка эВ, которое позволяет определять скорости турбулентных потоков внутри скопления.
Построил расчетную модель аккреции на сверхмассивную черную дыру (СМЧД на примере М87), в которой аккреционный поток на СМЧД питается за счёт слабо вращающегося на радиусе Бонди турбулентного газа (совместно с Р.А.Сюняевым). На центробежном торе глубоко под радиусом Бонди происходит разделение потоков вниз к СМЧД и вверх по радиусу. Идущая вверх часть уносит угловой момент и формирует выброс за радиус Бонди вещества в холодном газопылевом состоянии.
Описал релятивистские радиационно-доминированные звуковые волны в ранней Вселенной (совместно с Р.А.Сюняевым). Существенно при описании барионных акустических осцилляций в космологических теориях.
В связи с проблемой лазерного термоядерного синтеза решил проблему асимптотической турбулентной стадии неустойчивости Релея-Тейлора (RTI) Указал на вторичную неустойчивость периодической структуры к усилению субгармоник (инверсный каскад). Вторичная неустойчивость обеспечивает минимальный темп расширения зоны перемешивания (наименьшее значение коэффициента α). Сформулировал положение о стимуляции турбулентности (коэффициент α больше наименьшего) при наличии пространственно однородного спектра начальных возмущений с амплитудой ~ 1/к.
Вычислил индексы автомодельности 2/5 (2D), 1/3 (3D) для турбулентной стадии неустойчивости Рихтмайера-Мешкова (RMI). Индексы определяются сохранением нормальной компоненты импульса и статистикой распределения этой компоненты в сторону больших масштабов. Ненулевое распределение в эту сторону возникает из-за несоизмеримости длин начальных возмущений в коротковолновой затравочной части спектра .
Вычислил индекс автомодельности 2/5 при расширении RTI турбулентности в вертикально стоящей трубе произвольного поперечного сечения .
Описал истечение жидкой струи в воздух из наклонной трубы (совм. с Опариным) с образованием особенности в вершине всплывающего пузыря.
Обобщил на 3D геометрию 2D решения Dumitrescu (1943) и Layzer (1955) для стационарных периодических решений при RTI. Нашел аналогичные периодические решения в случае RMI .
Описал аналитически (годограф ТФКП) структуру грибовидных образований при RTI . Доказал существование изоспектральной симметрии (эквивалент преобразования Беклунда) уравнения Релея, описывающего внутренние гравитационные волны в стратифицированной жидкости. Нашел цилиндрический аналог классических вихревых трохоидальных волн Герстнера (независимо от Абрашкина).
Предсказал появление внутренней ударной волны (УВ) при разлете продуктов детонации в газ. Внутренняя УВ ограничивает развитие НРТ и тормозит перемешивание. Открыл явление резкого повышения предела текучести в УВ, инициированных коротким лазерным импульсом (совм. с Жаховским и Ашитковым). Открыл новый режим распространения упругопластических волн, при котором оба скачка движутся с единой скоростью (совм. с Жаховским). Разработал теорию пластического упрочнения металлов фемтосекундным лазерным импульсом (совм. с Жаховским).
Создал теорию пространственно-геометрического затухания лазерной УВ при учете конечного диаметра пятна фокусировки на поверхности (совм. с Шепелевым). Описал генерацию лазерных поверхностных волн Релея после воздействия УкЛИ – ультракороткого лазерного импульса (совм. с Жаховским и др.). Исследовал сильные лазерные УВ (после интенсивного УкЛИ), вызывающие плавление металла за фронтом волны (совм. с Жаховским, Хохловым, Колобовым и др.). 
Построил теорию высокоскоростного удара (80 км/с), описал формирование и динамику пылеударной плазмы в электрическом поле пылеударного масс-анализатора ПУМА – основного прибора на бортах КА Вега-1 и 2 и Джотто к комете Галлея. Получена информация об органической составляющей в кометных пылинках.
Создал теорию абляции, вызванной воздействием ультракороткого лазерного импульса (УкЛИ); (фемтосекундные лазеры имеют широчайший спектр применений в науке и технике). Описал принципиальную разницу между динамиками, вызванными УкЛИ (нанооткол) и более продолжительными воздействиями. На этой основе объяснил явление с появлением колец Ньютона и переменным их числом. Разработал теорию плавления, вспенивания и кристаллизации вещества под действием УкЛИ (совм. с Жаховским). Следствие: понято формирование хаотических поверхностных структур (CSS), принципиально отличных от LIPSS – laser induced periodic surface structures (CSS образуются без плазмон-поляритонного вклада).
Объяснил происхождение приповерхностной нанопористой структуры после облучения металла УкЛИ (совм. с Жаховским и Ашитковым)
. Разработал теорию формирования микрокуполов (блистиринг) после воздействия остросфокусированного УкЛИ на металлические нанопленки (совм. с Жаховским). В настоящее время массивы таких куполов широко используются в технологиях приготовления метаповерхностей для фотоники и высокочувствительной сенсорики. Разработал теорию формирования и разрушения микроструй при воздействии фемтосекундных и субнаносекундных лазерных импульсов (совм. с Жаховским и Кудряшовым). Применяется в методиках переноса LIFT/LIBT – laser induced forward (backward) transfer.
Создал теорию действия лазера на конденсированное вещество через прозрачную жидкость (совм. с Жаховским и Хохловым); laser ablation in liquid (LAL). Описал гидродинамический (частицы капиллярного масштаба ~10 нм) и растворительно-диффузионно-конденсационный (кластеры и частицы ~ нм) механизмы формирования наночастиц. Взаиморастворение металла и плотных продуктов гидролиза воды имеет место при температурах и давлениях выше критического значения для металла, когда пропадает капиллярный барьер между расплавом и продуктами.
Совместно с Петровым определил уравнение состояния в двухтемпературном (2Т) состоянии. Вычислил коэффициенты электрон-ионного теплообмена (в твердом и жидком состояниях) и 2Т коэффициенты электронной теплопроводности κ (в твердом и жидком состояниях) благородных и переходных металлов. Показал, что в металлах коэффициент температуропроводности χ резко (до ста раз!) возрастает на 2Т стадии. При таких громадных значениях коэффициента χ скорость распространения электронной тепловой волны превышает скорость звука. Соответственно на 2Т стадии имеет место квази-гомогенный (т.е. изохорический) нагрев.
Разработал термомеханический способ построения голограмм с помощью расщепления лазерного пучка, призмы Кречманна и генерации поверхностных плазмон-поляритонных мод (совм. с Жаховским и Игнатовым).
Фотоника и оптоакустика считаются не связанными друг с другом. Построил гибрид этих разделов (совм. с Ромашевским, Дышлюком, Петровым и др.). Показано, что имеет место аномальное пропускание света оптически толстыми пленками никеля с вкраплениями наночастиц, являющимися (пленки) оптоакустическими трансдьюсерами. Это позволяет «видеть» Бриллюэновские осцилляции в подложке через пленку - Петров, Ромашевский, Дышлюк,... Иногамов, Аномальное пропускание..., ЖЭТФ, 167(5), 645-671 (2025).
С коллегами из ВНИИА, ОИВТ РАН, ФИЦ ПХФ и МХ РАН, ИАПУ ДВО РАН, ИЭЭ РАН в настоящее время ведёт работы: по материаловедению (например, крип микрокристаллитов при наносекундном облучении); по фотонике и оптоакустике. 
Опираясь на опыт описания сильнейших воздействий на синхротронах DESY и на SPring-8 с мягким и жестким рентгеном,
готовимся к исследованиям сверхвысоких давлений (десятки ТПа) в интересах планетологии и физики звезд на перспективных синхротронах СиЛа (XFEL 4-го поколения) в Протвино, СКИФ под Новосибирском и в оптике на петаваттном лазере.